# روپیه

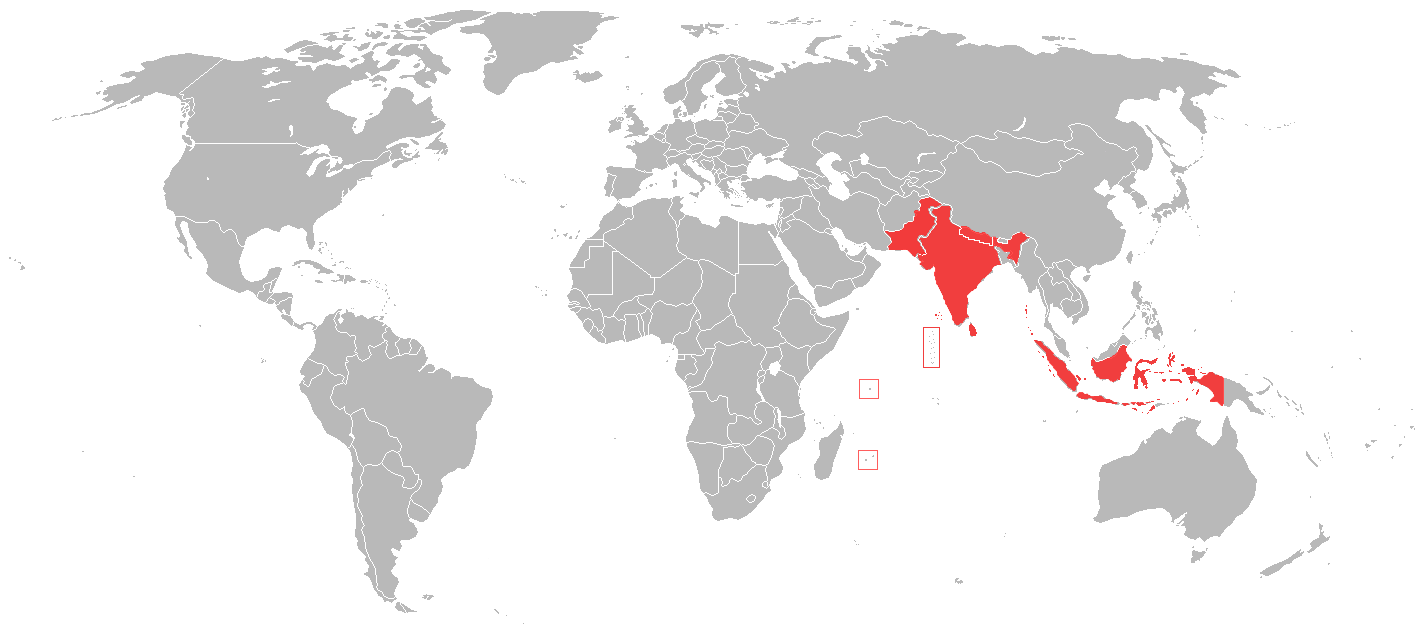
کشورهایی که روپیه نام یکای پول آن‌ها است

روپیه نام یکای پول فعلی کشورهای متعددی از جمله هندوستان، پاکستان، نپال، سری‌لانکا، اندونزی و مالدیو و یکای پول سابق کشورهای میانمار، بوتان و افغانستان است.
هند تنها کشوری در جهان است که بر روی اسکناس‌های روپیه آن، ۱۷ زبان نوشته شده‌است.

## انواع روپیه

### روپیه‌های فعلی
- روپیه هند
- روپیه پاکستان
- روپیه اندونزی
- روپیه موریس
- روپیه سری‌لانکا
- روپیه سیشل
- روفیه مالدیو (تلفظ مالدیوی روپیه)

### روپیه‌های تاریخی
- روپیه خلیج فارس
- روپیه حیدرآباد
- روپیه افغانستان
- روپیه برمه
- روپیه بوتان

## نگارخانه

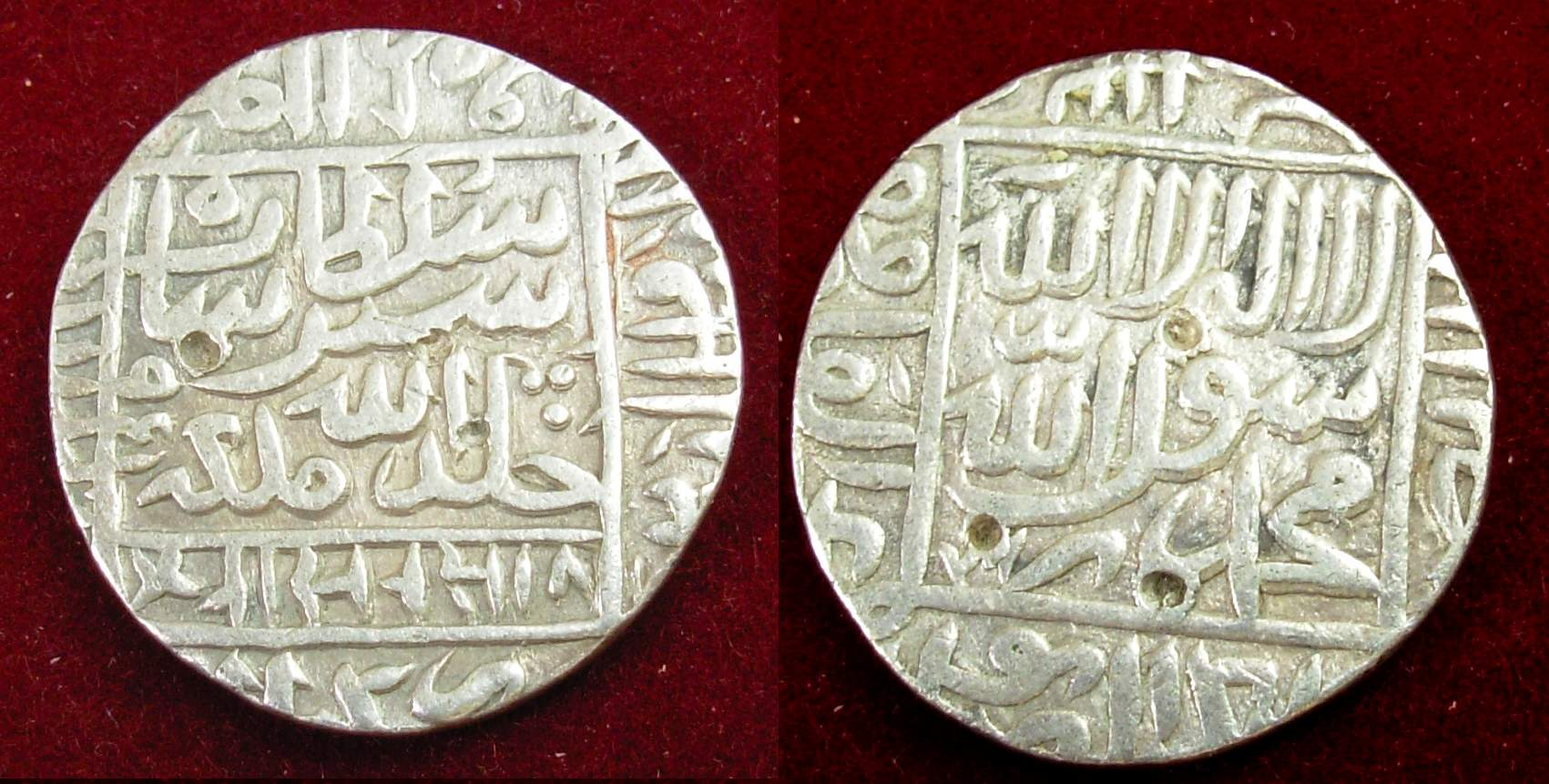
سکه روپیه ضرب شده به فرمان شیرشاه سوری در سال ۱۵۴۰-۱۵۴۵
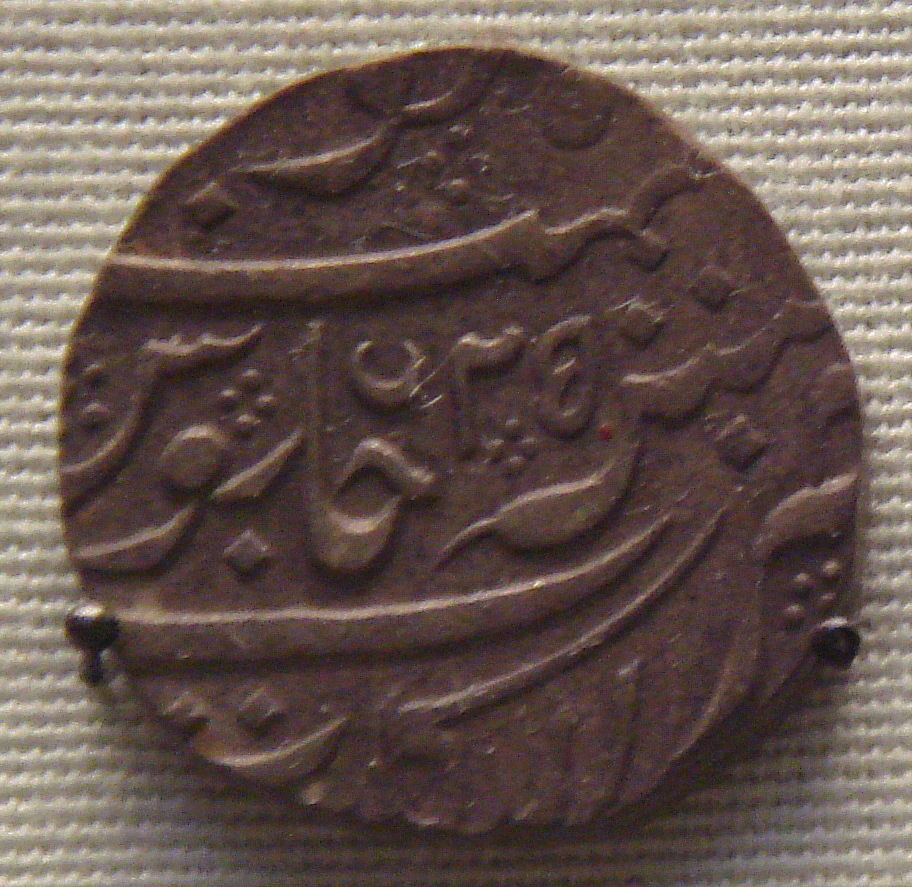
کمپانی هند شرقی فرانسه برای تجارت در شمال هند روپیه‌ای به نام محمدشاه گورکانی در سال‌های ۱۷۱۹ تا ۱۷۵۸ ضرب کرد
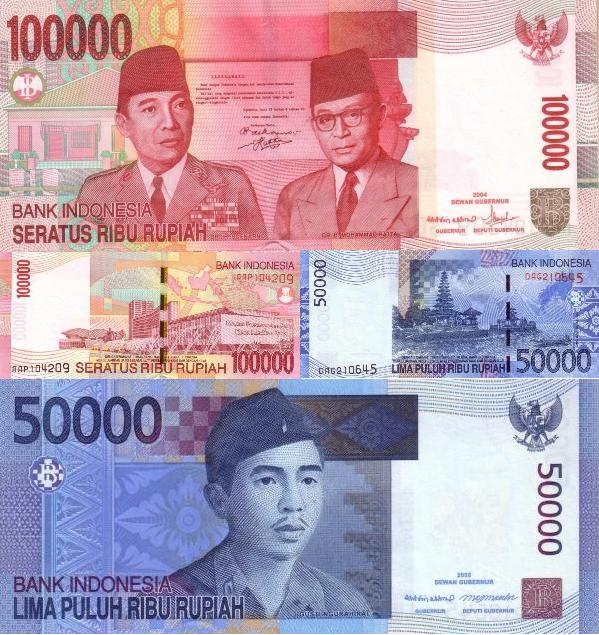
روپیه اندونزی